# 2015–2016-os SEHA-liga
A 2015–2016-os SEHA-liga kézilabda-bajnokság a SEHA-liga ötödik kiírása volt. A bajnokságban hét ország tíz csapata vett részt, a címvédő az MVM Veszprém KC.
Az MVM Veszprém KC veretlenül nyerte meg az alapszakaszt, majd a Varasdon megrendezett Final Fouron sem talált legyőzőre, így megvédte a SEHA-liga bajnoki címét.

## Lebonyolítás
A tíz csapat az alapszakaszban oda-visszavágós körmérkőzést játszott. A tabella számításánál a győzelemért három pont jár, a döntetlenért egy. Az alapszakasz végén az első négy helyezett jutott be a Final Fourba, amelyet ebben a szezonban Horvátországban, Varasdon rendeztek.

### Csapatok
| Ország              | Csapat         | Város      | Csarnok (befogadóképesség)                |
| ------------------- | -------------- | ---------- | ----------------------------------------- |
| Fehéroroszország    | Meskov Breszt  | Breszt     | Universal Sports Complex Victoria (3 740) |
| Bosznia-Hercegovina | Borac m:tel    | Banja Luka | Sportska dvorana Borik (3 500)            |
| Horvátország        | PPD Zagreb     | Zágráb     | Arena Zagreb (16 800)                     |
| Horvátország        | Nexe           | Našice     | Sportska dvorana (2 500)                  |
| Magyarország        | Veszprém       | Veszprém   | Veszprém Aréna (5 096)                    |
| Észak-Macedónia     | Vardar         | Szkopje    | Jane Sandanski Arena (6 000)              |
| Észak-Macedónia     | Maks Strumica  | Sztrumica  | Sportska Sala Park (4 000)                |
| Szerbia             | Vojvodina      | Újvidék    | Hala Slana Bara (4 000)                   |
| Szerbia             | Spartak Vojput | Szabadka   | Hala sportova u Subotici (3 000)          |
| Szlovákia           | Tatran Prešov  | Eperjes    | City Hall Prešov (4 000)                  |

## Alapszakasz

### Tabella
| #   | Csapat          | M  | GY | D | V  | G+ – G– | GK   | P  | Megjegyzések |
| --- | --------------- | -- | -- | - | -- | ------- | ---- | -- | ------------ |
| 1.  | MVM Veszprém KC | 18 | 16 | 2 | 0  | 628–418 | +210 | 50 | Final Four   |
| 2.  | Vardar          | 18 | 14 | 2 | 2  | 603–491 | +112 | 44 | Final Four   |
| 3.  | PPD Zagreb      | 18 | 14 | 0 | 4  | 570–453 | +117 | 42 | Final Four   |
| 4.  | Meskov Breszt   | 18 | 12 | 0 | 6  | 567–481 | +86  | 36 | Final Four   |
| 5.  | Tatran Prešov   | 18 | 9  | 1 | 8  | 546–492 | +54  | 28 |              |
| 6.  | Nexe            | 18 | 8  | 1 | 9  | 497–502 | −5   | 25 |              |
| 7.  | Vojvodina       | 18 | 4  | 3 | 11 | 471–574 | −103 | 15 |              |
| 8.  | Borac m:tel     | 18 | 3  | 2 | 13 | 461–577 | −116 | 11 |              |
| 9.  | Spartak Vojput  | 18 | 3  | 1 | 14 | 461–583 | −122 | 10 |              |
| 10. | Maks Strumica   | 18 | 0  | 2 | 16 | 389–622 | −233 | 2  |              |

Utolsó frissítés: 2016. március 13. 
Forrás: http://www.seha-liga.com/ 
A rangsorolás alapszabályai: 1. összpontszám, 2. egymás elleni eredmények összpontszáma, 3. egymás elleni eredmények gólkülönbsége, 4. egymás elleni eredmények szerzett góljainak száma, 5. gólkülönbség, 6. szerzett gólok száma.
(B): Bajnokcsapat, (K): Kieső csapat, (F): Feljutó csapat, (I): Kupainduló, (R): A rájátszás győztese, (KGY): Kupagyőztes

### Eredmények
| Hazai \ Vendég1 | BOR   | VAR   | VESZ  | VOJ   | MAK   | MES   | NEX   | PPD   | SPA   | TAT   |
| Borac m:tel     |       | 31–42 | 20–34 | 21–30 | 26–21 | 34–42 | 27–27 | 27–27 | 28–24 | 24–23 |
| Vardar          | 39–27 |       | 30–30 | 37–27 | 42–27 | 27–28 | 31–28 | 33–24 | 36–18 | 39–32 |
| MVM Veszprém KC | 32–25 | 24–24 |       | 44–21 | 50–16 | 31–24 | 39–21 | 38–27 | 36–29 | 39–31 |
| Vojvodina       | 37–29 | 26–31 | 22–42 |       | 30–25 | 22–32 | 24–26 | 28–44 | 27–27 | 26–26 |
| Maks Strumica   | 30–30 | 26–35 | 23–37 | 25–25 |       | 22–41 | 20–30 | 21–40 | 23–31 | 24–31 |
| Meskov Breszt   | 42–18 | 30–32 | 25–37 | 31–22 | 39–20 |       | 31–26 | 21–24 | 40–28 | 23–31 |
| Nexe            | 30–25 | 29–36 | 21–35 | 32–27 | 23–17 | 28–31 |       | 27–28 | 32–22 | 31–32 |
| PPD Zagreb      | 30–20 | 30–25 | 19–23 | 46–29 | 42–13 | 28–24 | 25–23 |       | 36–22 | 34–26 |
| Spartak Vojput  | 32–29 | 27–36 | 15–31 | 25–28 | 26–18 | 28–35 | 26–32 | 29–35 |       | 29–39 |
| Maks Strumica   | 27–26 | 27–28 | 25–26 | 31–20 | 44–18 | 23–28 | 26–31 | 30–23 | 42–23 |       |

Utolsó felvett mérkőzés dátuma: 2016. március 13. 
Forrás: SEHA-liga 
1A hazai csapatok a bal oldali oszlopban szerepelnek.
Színek: Zöld = hazai győzelem; Sárga = döntetlen; Piros = vendéggyőzelem.
 

## Final Four
|  |               |                 |           |               |    |                 |                 |       |
|  | Elődöntők     | Elődöntők       | Elődöntők |               |    | Döntő           | Döntő           | Döntő |
|  | Elődöntők     | Elődöntők       | Elődöntők |               |    | Döntő           | Döntő           | Döntő |
|  | április 1.    |                 |           |               |    |                 |                 |       |
|  |               |                 |           |               |    |                 |                 |       |
|  | 1             | MVM Veszprém KC | 24        |               |    |                 |                 |       |
|  | 1             | MVM Veszprém KC | 24        | április 3.    |    |                 |                 |       |
|  | 4             | Meskov Breszt   | 21        |               |    |                 |                 |       |
|  | 4             | Meskov Breszt   | 21        |               |    | MVM Veszprém KC | MVM Veszprém KC | 28    |
|  | április 1.    |                 |           |               |    | MVM Veszprém KC | MVM Veszprém KC | 28    |
|  |               |                 | Vardar    | Vardar        | 26 |                 |                 |       |
|  | 2             | Vardar          | Vardar    | Vardar        | 26 | 26              |                 |       |
|  | 2             | Vardar          |           |               |    |                 |                 |       |
|  | 3             | Zagreb          | 24        |               |    |                 |                 |       |
|  | 3             | Zagreb          | 24        | Bronzmérkőzés |    |                 |                 |       |
|  |               |                 |           |               |    |                 |                 |       |
|  | április 3.    |                 |           |               |    |                 |                 |       |
|  |               |                 |           |               |    |                 |                 |       |
|  | Meskov Breszt | Meskov Breszt   | 23        |               |    |                 |                 |       |
|  | Meskov Breszt | Meskov Breszt   | 23        |               |    |                 |                 |       |
|  | Zagreb        | Zagreb          | 24        |               |    |                 |                 |       |
|  | Zagreb        | Zagreb          | 24        |               |    |                 |                 |       |

### Elődöntők
| 2016. április 1. 18:00 | MVM Veszprém KC | 24–21         | Meskov Breszt  | Varasd Aréna, Varasd Nézőszám: 4358 Játékvezetők: Gubica, Milošević (CRO) |
| 2016. április 1. 18:00 | Nagy, Ugalde 5  | (6–11, 20–20) | négy játékos 4 | Varasd Aréna, Varasd Nézőszám: 4358 Játékvezetők: Gubica, Milošević (CRO) |
| 2016. április 1. 18:00 | 5× 3×           | Jegyzőkönyv   | 4× 3×          | Varasd Aréna, Varasd Nézőszám: 4358 Játékvezetők: Gubica, Milošević (CRO) |
| 2016. április 1. 18:00 | Büntetőpárbaj:  |               |                | Varasd Aréna, Varasd Nézőszám: 4358 Játékvezetők: Gubica, Milošević (CRO) |
| 2016. április 1. 18:00 | 4–1             |               |                | Varasd Aréna, Varasd Nézőszám: 4358 Játékvezetők: Gubica, Milošević (CRO) |

| 2016. április 1. 20:30 | Vardar     | 26–24       | Zagreb   | Varasd Aréna, Varasd Nézőszám: 5347 Játékvezetők: Brunovsky, Canda (SVK) |
| 2016. április 1. 20:30 | Manaskov 6 | (12–10)     | Horvat 6 | Varasd Aréna, Varasd Nézőszám: 5347 Játékvezetők: Brunovsky, Canda (SVK) |
| 2016. április 1. 20:30 | 7× 3×      | Jegyzőkönyv | 5× 2×    | Varasd Aréna, Varasd Nézőszám: 5347 Játékvezetők: Brunovsky, Canda (SVK) |

### Harmadik helyért
| 2016. április 3. 16:30 | Meskov Breszt | 23–24       | Zagreb   | Varasd Aréna, Varasd Nézőszám: 5420 Játékvezetők: Nachevski, Nikolov (MKD) |
| 2016. április 3. 16:30 | Stojković 6   | (9–11)      | Horvat 8 | Varasd Aréna, Varasd Nézőszám: 5420 Játékvezetők: Nachevski, Nikolov (MKD) |
| 2016. április 3. 16:30 | 6× 4×         | Jegyzőkönyv | 2× 4×    | Varasd Aréna, Varasd Nézőszám: 5420 Játékvezetők: Nachevski, Nikolov (MKD) |

### Döntő
| 2016. április 3. 19:00 | MVM Veszprém KC | 28–26       | Vardar    | Varasd Aréna, Varasd Nézőszám: 5486 Játékvezetők: Nikolić, Stojković (SRB) |
| 2016. április 3. 19:00 | Ilić 7          | (14–15)     | Cindrić 5 | Varasd Aréna, Varasd Nézőszám: 5486 Játékvezetők: Nikolić, Stojković (SRB) |
| 2016. április 3. 19:00 | 7× 3×           | Jegyzőkönyv | 5× 3× 1×  | Varasd Aréna, Varasd Nézőszám: 5486 Játékvezetők: Nikolić, Stojković (SRB) |